# Gerhard Fanselau
Gerhard Fanselau (* 30. April 1904 in Leipzig; † 28. April 1982 in Potsdam) war ein deutscher Geophysiker.

## Leben
Seine Eltern waren der Amtsrat Wladislaus Fanselau und Sophie. Infolge der Versetzungen seines Vaters besuchte er die humanistischen Gymnasien in Leipzig, Breslau, Halle und Berlin. Von 1923 bis 1927 studierte er Mathematik und Physik an der Universität Berlin. 
1927 begann er am Meteorologischen Institut der Berliner Universität und wechselte im Folgejahr an das von Adolf Schmidt geleitete Magnetische Observatorium in Potsdam. Die ersten Jahre war er beschäftigt mit dem Aufbau des Observatoriums in Niemegk – die Elektrifizierung der Berliner Stadtbahn störte erdmagnetischen Beobachtungen in Potsdam und auch im nahen Seddin.
1929 entwickelte er die später nach ihm benannte Fanselau-Spule, eine (später von Braunbek verbesserte) Weiterentwicklung der Helmholtz-Spule, mit der mittels spezieller Anordnung mehrerer Einzelspulen besonders homogene Magnetfelder erzeugt werden können. 1933 übernahm er die Leitung des Observatoriums Niemegk. 1935 habilitierte er sich in Berlin in Geophysik und erhielt 1941 dort einen Lehrauftrag. Am 14. November 1939 beantragte er die Aufnahme in die NSDAP und wurde zum 1. Februar 1940 aufgenommen (Mitgliedsnummer 7.494.450).
Anfang 1946 konnte der Registrierbetrieb in Niemegk wieder aufgenommen werden. 1950 wurde er auch Direktor des Geomagnetischen Instituts in Potsdam. 1954 wurde er als Professor an die Humboldt-Universität in Berlin berufen und 1958 an die Karl-Marx-Universität Leipzig. Ab 1964 war Fanselau Mitglied der Leopoldina. 1960 wurde er mit dem Vaterländischen Verdienstorden in Silber ausgezeichnet.

## Veröffentlichungen
- mit Max Grotewahl: Vorläufiger Bericht über den von der Carnegie Institution gestifteten Bidlingmaierschen Doppel-Kompaß, in: Terr. Magn. (Journal: Terrestrial Magnetism and Atmospheric Electricity) 35 (1930), S. 225–226
- Über Messungen mit dem Doppelkompaß. Tätigkeitsbericht des Preußischen Meteorologischen Instituts Potsdam 1930, S. 186–193
- Ergebnisse der Beobachtungen am Adolf-Schmidt-Oberservatorium für Erdmagnetismus in Niemegk im Jahre 1937. Geophysikalisches Institut Potsdam, Erdmagnetische Jahrbücher, Berlin 1941, S. 9ff.
- Über das magnetisch kompensierte Horizontalintensitäts-Variometer. Annalen d. Hydrographie und Maritimen Meteorologie 71 (1943) S. 73–75
- Über eine magnetische Vertikal-Fadenwaage. Zeitschrift für Meteorologie 2 (1948) S. 216–225
- mit Armin Grafe: Eine neue Schnellregistrierung der geomagnetischen Komponenten X, Y und Z am Oberservatorium Niemegk in: Jahrbuch 1961 des Adolf-Schmidt-Observatoriums für Erdmagnetismus in Niemegk mit wissenschaftlichen Mitteilungen, S. 135–140 Hrsg. Deutsche Akademie der Wissenschaften zu Berlin Geomagnetisches Institut Potsdam, Akademie Verlag Berlin, 1962
- Geomagnetismus und Aeronomie; 1965
- mit Horst Wiese: Geomagnetische Instrumente und Messmethoden; 1960
- Geomagnetische Feldwaagen. In: Zeitschrift für angewandte Geologie 8 (1962), Heft 2, S. 63–65
- mit Peter Mauersberger: Theorie der elektromagnetischen Felder; 1964
- Hans Haalck † in Gerlands Beiträge zur Geophysik, Hrsg. Hans Ertel, Berlin, und Karl Jung, Kiel, Band 78, Akademische Verlagsgesellschaft Geest & Portig K.-G., Leipzig, 1969, S. 433–435
- Hoher Fläming; 1974
- mit Peter Mauersberger: Über das aus dem Erdinneren stammende Magnetfeld; 1959
- mit Julius Bartels: Geophysikalische Mond-Tafeln, 1850-1975; 1938
- Zur Auswertung der Potentialberechnungen in begrenzten Gebieten; 1960
- Geophysikalisches Kolloquium vom 1. Dezember 1956 in Freiberg; 1957
- Einige Beiträge zur Theorie der Strömungslehre und deren Anwendung in der Radiometertheorie; 1927
- Ergebnisse der erdmagnetischen Beobachtungen Prof. Filchners auf seiner zweiten Tibetreise 1935-1937; 1943
- Die Erzeugung von homogenen Magnetfeldern durch Rechteckströme; 1956